# Odice
Odice is een geslacht van nachtvlinders uit de familie spinneruilen (Erebidae).

## Soorten
- Odice arcuinna Hübner, 1790
- Odice blandula Rambur, 1858
- Odice jucunda Hübner, [1813]
- Odice pergrata Rambur, 1858
- Odice suava Hübner, [1813]